# Paradoxa confirmata
Paradoxa confirmata је пуж из реда Neogastropoda. 

## Угроженост
Подаци о распрострањености ове врсте су недовољни.

## Распрострањење
Сао Томе и Принципе је једино познато природно станиште врсте.